# Basil Hansen
Basil Irvine Hansen (ur. 7 października 1926 w Melbourne, zm. 2 stycznia 2015 w Ringwood) – australijski hokeista, uczestnik Zimowych Igrzysk Olimpijskich 1960.

## Życiorys
Hansen swoją przygodę z hokejem rozpoczął podczas lokalnych rozgrywek w 1946. W 1954 wziął udział w rozgrywkach o Goodall Cup, który jego drużynie udało się wywalczyć. W 1960 wybrany do reprezentacji kraju w hokeju na lodzie na Zimowe Igrzyska Olimpijskie 1960 w Stanach Zjednoczonych. Podczas turnieju rozegrał cztery spotkania i strzelił jedną bramkę. W 1963 zakończył karierę zawodniczą. W latach 1963–1965 trener klubu Monarchs. 
Do swojej śmierci członek Australijskiej Federacji Hokeja na Lodzie. 
Jego syn Greg także był hokeistą.